# ولاية قونية
وِلَايَةُ قُونِيَةَ (بالتركية: قونیه ولایت/Konya ili) من ولايات تركيا. عاصمتها مدينة قونية تبلغ مساحتها 40,824 كم2 ويبلغ عدد سكانها 2,192,166 نسمة كما يبلغ معدل الكثافة السكانية 53/كم2.

## أعلام
- قلج أرسلان الرابع
- سلطان ولد